# Castianeira depygata
Castianeira depygata är en spindelart som beskrevs av Embrik Strand 1916. Castianeira depygata ingår i släktet Castianeira och familjen flinkspindlar. Inga underarter finns listade.